# لمون گروو (کالیفرنیا)
لمون گروو (به انگلیسی: Lemon Grove) شهری در شهرستان سن دیه‌گو، کالیفرنیا ایالت کالیفرنیا است که در سرشماری سال ۲۰۱۰ میلادی، ۲۵۳۲۰ نفر جمعیت داشته است.